# Piirissaar
Piirissaar (dříve též Porka nebo Borka, rusky Межа, tj. Meža) je největší ostrov v Čudském jezeře. Patří Estonsku, administrativně je přičleněn ke kraji Tartumaa a samosprávné obci Tartu. Je to největší ostrov v Čudském jezeře s rozlohou asi 8 km². Ještě počátkem 60. let na ostrově žilo ca 1000 obyvatel a byla zde dobrá občanská vybavenost (škola, kulturní dům apod.). Ale odtrženost od života na pevnině vede k vylidňování a dnes tu žije asi 70 stálých obyvatel, spíše starší lidé.
Ostrov je rozdělen splavným kanálem na dvě části. Západmí část je těžko přístupná a bažinatá. Ve východní části jsou tři vesnice Piiri, Tooni a Saare. Je tu několik kostelů a hřbitovů (vesměs pravoslavní starověrci).